# Calixte-Marie-Paul d'Aurelle de Montmorin de Saint-Hérem
Calixte-Marie-Paul d'Aurelle de Montmorin de Saint-Hérem, francoski general, * 1881, † 1941.